# Alter Markt 2–5, Hartstraße 2, 3

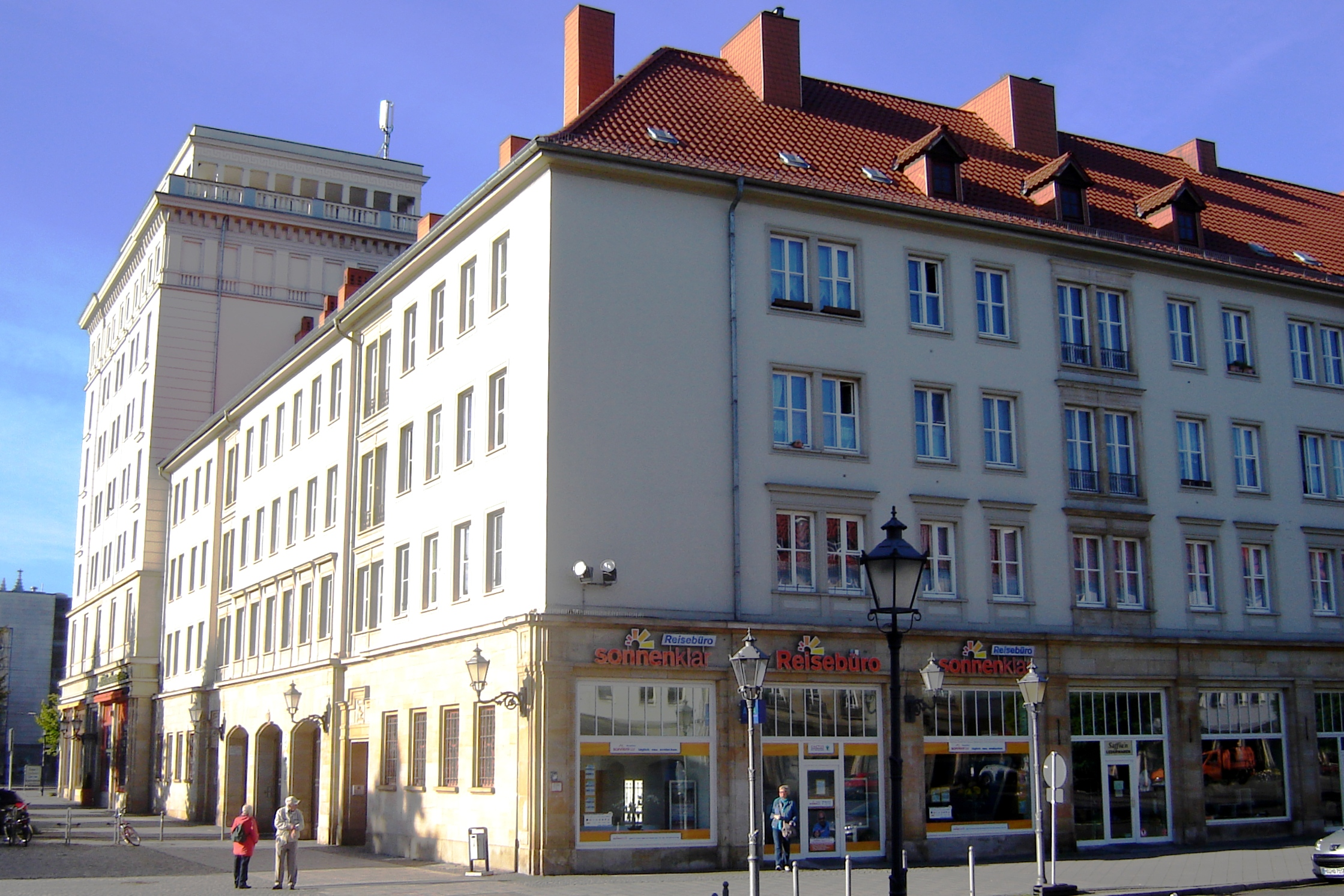
Ecke Hartstraße (links) und Alter Markt (rechts), 2013

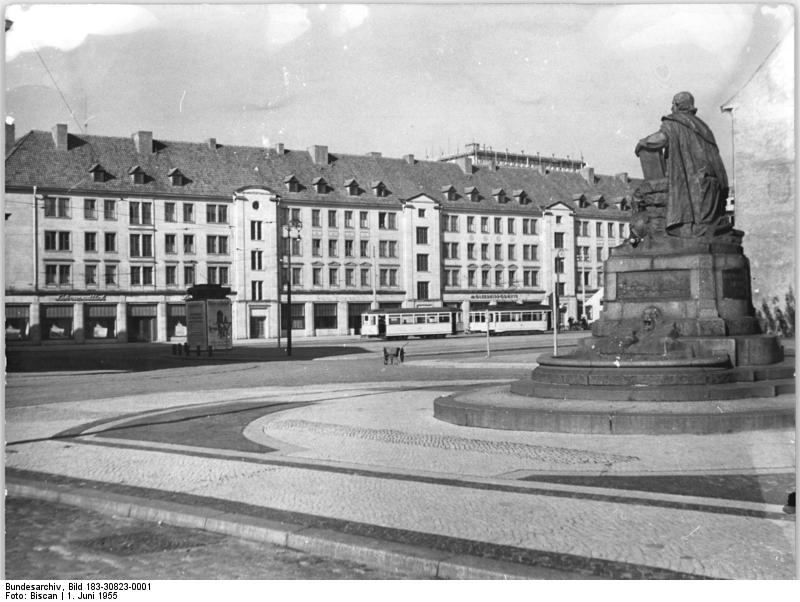
Blick vom Platz Bei der Hauptwache auf die Südfront des Alten Markts, 1955

Der Alte Markt 2–5, Hartstraße 2, 3 ist eine denkmalgeschützte Häusergruppe in Magdeburg in Sachsen-Anhalt.

## Lage
Die Häusergruppe befindet sich im Zentrum der Magdeburger Altstadt. Sie nimmt den größten Teil der Südseite des Alten Markts und der Westseite der Hartstraße ein.

## Architektur und Geschichte
Der Bereich gehörte als südliche Begrenzung des Markts zum ganz zentralen Teil der Stadt Magdeburg und war dicht und kleinteilig bebaut. Im Zweiten Weltkrieg wurde das Gebiet wie große Teile der Altstadt stark zerstört, insbesondere beim Luftangriff auf Magdeburg am 16. Januar 1945.
In der Zeit der DDR erfolgte dann ein Wiederaufbau der Innenstadt, der sich weitgehend nicht an die historisch gewachsene Stadtstruktur hielt. So entstand an der Stelle der vielfältigen Vorgängerbebauung die Häusergruppe, die auch die historischen Altstadtstraßen Lödischehofstraße und Fettehennenstraße überbaute. Bekannte Vorgängerbauten waren das Haus Zum goldenen Greif und das Innungshaus der Gewandschneider.
Zunächst wurde der Bereich südlich des Markts enttrümmert und die Gebäudereste abgetragen. Dann vertiefte man das Gelände um etwa einen Meter und planierte die Fläche. Die frei Fläche erhielt eine Schüttung mit Ziegelsplitt und wurde im Volksmund „Roter Platz“ genannt. Er sollte für Massenkundgebungen genutzt werden.
Es entstand dann ein geschlossener langgestreckter Block aus viergeschossigen Wohn- und Geschäftshäusern im Stil des Neohistorismus. Der Entwurf entstand 1954 und stammt von Johannes Kramer und Max Wigleb. Die Bauausführung erfolgte bis 1955. Der Block schließt an die Bebauung des Zentralen Platzes an, mit der ein gemeinsamer Innenhof gebildet wird. Der Übergang zur Bebauung am Breiten Weg wird durch einen Torbogen und bemalter, mit Ornamenten verzierter Fassade gebildet. Bedeckt wird der Block von steilen Sattel- bzw. Walmdächern, auf denen sich kleine Dachhäuser befinden. Die Fassaden sind im Erdgeschoss und an den flach hervortretenden Treppenhausrisaliten mit Hausteinen versehen. Die Risalite sind mit flachen Dreiecks- bzw. Segmentbogengiebeln bekrönt.
Die Traufhöhe aber auch die Gestaltung der Fassaden stellt, gerade im Gegensatz zu der angrenzenden Bebauung des Zentralen Platzes, eine Annäherung und Reminiszenz an die historische Vorgängerbebauung dar. Bewusst wurden auch geborgene Spolien, Kopien historischer Hauszeichen bzw. nachempfundene Hauszeichen in die Gebäude integriert. So die Hauszeichen an der Hartstraße 2, 3, das Hauszeichen Zum goldenen Bienenkorb am Alten Markt 2 (ehemals Lödischehofstraße 14/15), das zum Teil kopierte Hauszeichen Zur fetten Henne am Alten Markt 3 sowie das nachempfundene Hauszeichen Zum Greif am Alten Markt 4.
Im Denkmalverzeichnis des Landes Sachsen-Anhalt ist die Häusergruppe unter der Erfassungsnummer 094 76740 als Baudenkmal verzeichnet.
Die Häusergruppe gilt als architektonisch qualitätvoll, städtebaulich bedeutend und prägend für das Bild des Platzes.